# سيتي لاغواس
سيتي لاغواس هي بلدية في البرازيل، تتبع ميناس جرايس، بلغ عدد سكانها 214٬152  نسمة، في 2010، تبلغ مساحتها 537٫639 كيلومتر مربع.

## الموقع
تشترك في الحدود مع:
- Araçaí [الإنجليزية]‏.

## أعلام
- رودولفو بيريرا دي كاسترو
- جواو كارلوس دوس سانتوس
- تياجو هيلينو
- باولا فرنانديز
- ماركوس روشا